# 泰贾诺
泰贾诺（義大利語：Teggiano），是意大利萨莱诺省的一个市镇。总面积61.59平方公里，人口8246人，人口密度133.9人/平方公里（2009年）。ISTAT代码为065146。